# 치타 모바일
치타 모바일(Cheetah Mobile Inc, 猎豹移动公司)은 중화인민공화국 베이징시에 본사를 둔 중국의 모바일 인터넷 기업이다.
유명한 글로벌 모바일 앱들 가운데 일부를 개발해왔으며 2017년 1월 기준으로 634,000,000명 이상의 월간 활동 사용자가 있다.

## 역사
이 회사는 2010년에 킹소프트 시큐리티(Kingsoft Security)와 코뉴 이미지(Conew Image) 간의 합병으로 설립되었으며, 아이리서치(iRearch)에 따르면 중국에서 두 번째로 큰 인터넷 보안 소프트웨어 제공업체로 성장하였다.

## 제품

### 컴퓨터 애플리케이션
- 클린 마스터(Clean Master, PC)

### 게임
- Big Bang 2048
- Just Get 10
- Don't Tap The White Tile - 플레이어가 흰 타일을 피해야 한다.[4]
- 피아노 타일 2
- 롤링 스카이(Rolling Sky)
- 탭 탭 대시(Tap Tap Dash)
- 댄싱 라인(Dancing Line) - 리듬 게임.
- Arrow.io
- 탭 탭 피시(Tap Tap Fish)

### 모바일 애플리케이션
- Armorfly
- Battery Doctor
- Clean Master
- Cloud Space of CM Security
- CM Backup
- CM Browser
- CM Flashlight
- CM Keyboard
- CM Launcher 3D
- CM Locker
- Security Master
- CM Security VPN
- CM Speed Booster
- CM Swipe
- CM TouchMe
- CM Transfer
- CM QR Code & Bar Code Scanner
- File Manager
- GoTap!
- Heartbleed Scanner
- Notification Cleaner
- Photo Grid
- QuickPic Gallery
- Ransomware Killer
- Simplelocker Cleaner
- Speed Test
- Struts 2 Web Server Scanner
- Stubborn Trojan Killer
- WhatsCall
- 2Face